# Canalone Miramonti
Die Canalone Miramonti ist eine Skipiste in Madonna di Campiglio in Italien.
Die Piste wurde 1940 von Bruno Detassis entworfen. Bekannt ist sie insbesondere wegen der auf ihr gefahrenen Slaloms der seit 1950 ausgetragenen 3-Tre-Rennen. Seit 1967 zählen diese Slaloms – mit Unterbrechungen – zum Alpinen Skiweltcup. 1999 wurde eine Flutlichtanlage auf der Canalone Miramonti installiert. Seither finden die Weltcupslaloms meist als Nachtrennen statt. Rekordsieger der Weltcupslaloms auf der Canalone Miramonti ist der Schwede Ingemar Stenmark mit fünf Siegen.